# Гигантска видра
Гигантската видра (Pteronura brasiliensis) е вид хищник от семейство Порови (Mustelidae), единствен представител на род Pteronura. Възникнал е преди около 11 700 години по времето на периода кватернер. Видът е застрашен от изчезване.

## Разпространение
Разпространен е в Боливия, Бразилия, Венецуела, Гвиана, Еквадор, Колумбия, Парагвай, Перу, Суринам и Френска Гвиана.

## Описание
На дължина достигат до 1,1 m, а теглото им е около 26 kg.
Продължителността им на живот е около 12,8 години. Популацията на вида е намаляваща.